# Ormyromorpha sexsetosa
Ormyromorpha sexsetosa är en stekelart som beskrevs av Girault 1925. Ormyromorpha sexsetosa ingår i släktet Ormyromorpha och familjen puppglanssteklar. Inga underarter finns listade i Catalogue of Life.